# 水东镇 (宣城市)
水东镇是中国安徽省宣城市宣州区下辖的一个镇，位于市区东南29公里，面积108平方公里，人口3.3万，明清时期因水阳江航运和盛产蜜枣而繁荣，明代青石板老街保存完好，有大夫第、“十八踏”古井、宁东寺、天主教水东进教之佑圣母堂。2008年列为中国历史文化名镇。
水东大景区工程，以古镇老街为中心，分别拓展为亲心谷、龙泉洞、双峰山等分支休闲项目。